# Восход (космический корабль)
«Восхо́д» (изд. 3КВ, ЗКД) — советская космическая программа для выполнения орбитальных полётов на многоместных космических кораблях серии «Восход» с целью проведения технических, научных и медицинских экспериментов. Программа осуществлялась в 1963—1966 годах. Выполнена была не полностью.
Основные мировые достижения при выполнении советской космической программы «Восход»:
- совершён первый в мире многоместный полёт (экипаж из трёх космонавтов на борту);
- совершён первый в мире полёт космонавтов без использования скафандров;
- совершён первый в мире выход человека в открытый космос.

## Конструкция кораблей серии «Восход»
В 2019 году госкорпорация "Роскосмос" рассекретила архивные документы 1964 года, из которых следует, что в Советском Союзе было известно о разработке в США трехместных космических кораблей «Аполлон».    Их полеты намечались уже на 1965 год. В связи с этим представители промышленности предлагали срочно переделать одноместные корабли "Восток" в трехместные.
Космический корабль «Восход» фактически повторял корабли серии «Восток» (изд. 3КА) и состоял из сферического спускаемого аппарата диаметром 2,3 метра, в котором размещались космонавты, и конического приборного отсека (массой 2,27 т, длиной 2,25 м и шириной 2,43 м) в котором находились топливные баки и двигательная установка.
Для того, чтобы разместить в том же самом объёме не одного, а сразу трёх космонавтов, разработчики отказались от катапультируемого кресла, применяемого на «Востоках», когда при посадке космонавт покидал корабль ещё в воздухе и приземлялся на парашюте. Кроме того, в корабле «Восход-1» космонавты для экономии места располагались без скафандров. При этом, несмотря на то, что этот полёт был намного опаснее предыдущих, желающих полететь в первом в мире экипаже было более чем достаточно. Сергею Павловичу Королёву стоило больших трудов утвердить в экипаж конструктора спускаемых аппаратов Константина Феоктистова. По кандидатурам командиров и врачей также было немало разногласий.
На освободившееся от катапультируемого кресла место устанавливались два или три обычных кресла. Поскольку теперь экипаж приземлялся в спускаемом аппарате, то для обеспечения мягкой посадки корабля помимо парашютной системы был установлен твердотопливный тормозной двигатель, срабатывавший непосредственно перед касанием земли от сигнала механического высотомера.
Корабли «Восток» имели только один жидкостный тормозной двигатель, однако запасов кислорода хватало для десятидневного полёта, что позволило бы кораблю сойти с орбиты и приземлиться, тормозя трением об атмосферу. Резервный твердотопливный тормозной двигатель для схода с орбиты был установлен в верхней части спускаемого аппарата.
На корабле «Восход-2» (изд. 3КД), предназначенном для выхода человека в открытый космос, оба космонавта были одеты в скафандры «Беркут». Дополнительно была установлена надуваемая шлюзовая камера, которая сбрасывалась после использования. В сложенном виде она представляла собой цилиндр диаметром 700 мм, высотой 770 мм и массой 250 кг. После раздвижения длина её увеличивалась до 2,5 м, внутренний диаметр — до 1 метра и наружный диаметр — до 1,2 м.
В несостоявшихся полётах с созданием кратковременной искусственной силы тяжести корабль и последняя ступень ракеты-носителя должны были быть связаны тросом с изменяемой, благодаря лебёдке, длиной 50—300 метров и, раскручиваясь, должны были вращаться вокруг общего центра масс.
Космические корабли «Восход» выводились на орбиту ракетой-носителем 11А57 «Восход», также разработанной на базе РН 8К72К «Восток».
Система носителя и корабля «Восход» не имела средств спасения при аварии в первые минуты после запуска, в отличие от предшествующих кораблей «Восток», имевших систему катапультирования, и последующих кораблей «Союз», оснащённых системой аварийного спасения (САС). Ввиду такого высокого риска и концентрации ресурсов на программах «Союз» и лунной, программа «Восход» была свёрнута после двух полётов.

## Совершённые полёты

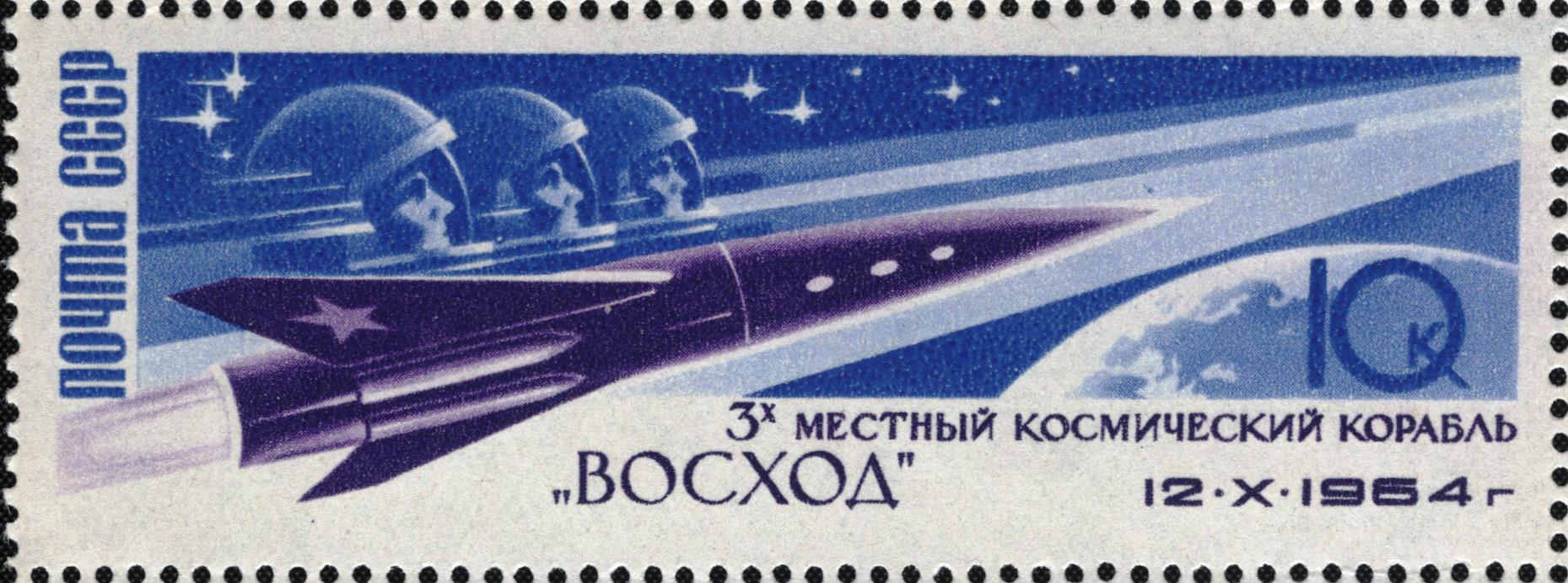
Почтовая марка СССР, 1964 год. Первый в мире полёт советских космонавтов Комарова, Феоктистова и Егорова на трёхместном космическом корабле «Восход». Космический корабль «Восход-1» и три космонавта.в космических шлемах.

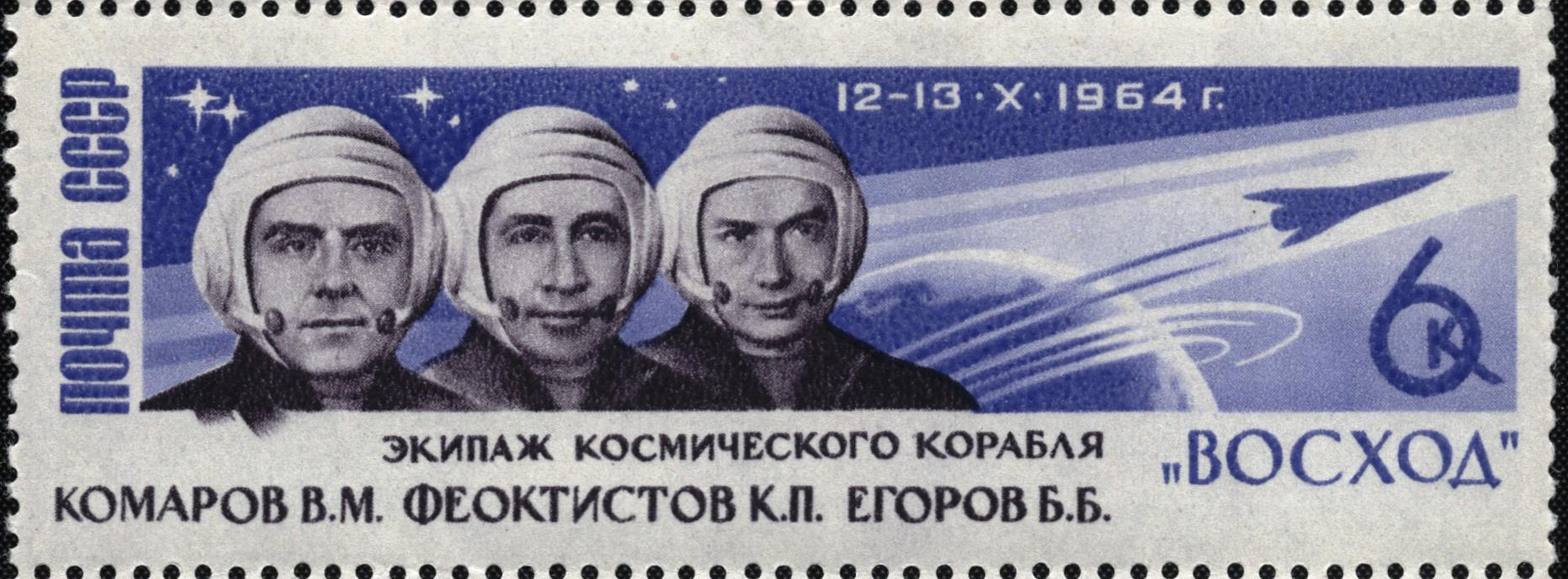
Почтовая марка СССР, 1964 год. Первый в мире полёт советских космонавтов Комарова, Феоктистова и Егорова на трёхместном космическом корабле «Восход». Три космонавта.

По космической программе «Восход» были совершены следующие полёты:
| Название     | Дата запуска UTC      | Дата завершения UTC   | Время миссии       | Экипаж                                                       | Описание |
| ------------ | --------------------- | --------------------- | ------------------ | ------------------------------------------------------------ | --- |
| «Космос-47»  | 6 октября 1964 07:12  | 7 октября 1964 07:30  | 1 сут 00 ч 18 мин  | —                                                            | Беспилотный испытательный полёт для отработки и тестирования корабля. |
| «Восход-1»   | 12 октября 1964 07:26 | 13 октября 1964 07:47 | 1 сут 00 ч 21 мин  | космонавт-пилот Комаров, конструктор Феоктистов, врач Егоров | Первый космический полёт более чем с одним человеком на борту, впервые полёт осуществлялся без скафандров.                                                                                   |
| «Космос-57»  | 22 февраля 1965 07:41 | 22 февраля 1965       | 0 сут 03 ч         | —                                                            | Беспилотный испытательный полёт для отработки корабля для выхода в космос, завершился неудачей (подорван системой самоуничтожения через 3 часа после старта из-за ошибки командной системы). |
| «Космос-59»  | 7 марта 1965 9:07     | 15 марта 1965 12:09   | 8 сут 03 ч 02 мин  | —                                                            | Беспилотный испытательный полёт аппарата другой серии («Зенит-4») с установленным шлюзом корабля «Восход» для выхода в космос.                                                               |
| «Восход-2»   | 18 марта 1965 07:00   | 19 марта 1965 09:02   | 1 сут 02 ч 02 мин  | космонавт-пилот Беляев, космонавт-испытатель Леонов.         | Первый выход в открытый космос. |
| «Космос-110» | 22 февраля 1966 20:09 | 16 марта 1966 14:09   | 21 сут 18 ч 00 мин | собаки — Ветерок и Уголёк                                    | Испытательный полёт для проверки работы бортовых систем при длительном орбитальном полёте.                                                                                                   |

Детально планировались, но были отменены вместе с программой весной-летом 1966 года ещё 5 пилотируемых полётов:
- «Восход-3» (Б. Волынов — Г. Катыс → Шонин) — рекордный 18-дневный полёт для научных и военных исследований (выполнен беспилотным как «Космос-110»).
- «Восход-4» (изначально П. Попович — В. Пономарёва; затем В. Пономарёва — И. Соловьёва) — 10—15-дневный полёт изначально с первым смешанным женско-мужским экипажем; затем — с чисто женским экипажем и первым выходом в космос женщины.
- «Восход-5(-6)» (Е. Хрунов — А. Воронов) — 3—5-дневный полёт с 2—3 выходами в космос и удалением на 50—100 метров с использованием автономного средства передвижения космонавта.
- «Восход-6(-5)» (Л. Дёмин — Е. Ильин/А. Киселёв/Ю. Сенкевич) — 5—10-дневный полёт по медицинской программе с хирургической операцией на животном (кролике).
- «Восход-7» (Г. Береговой — Г. Катыс) — 15—18-дневный полёт с созданием искусственной силы тяжести.